# Stadtbahnhaltestelle Haus Meer

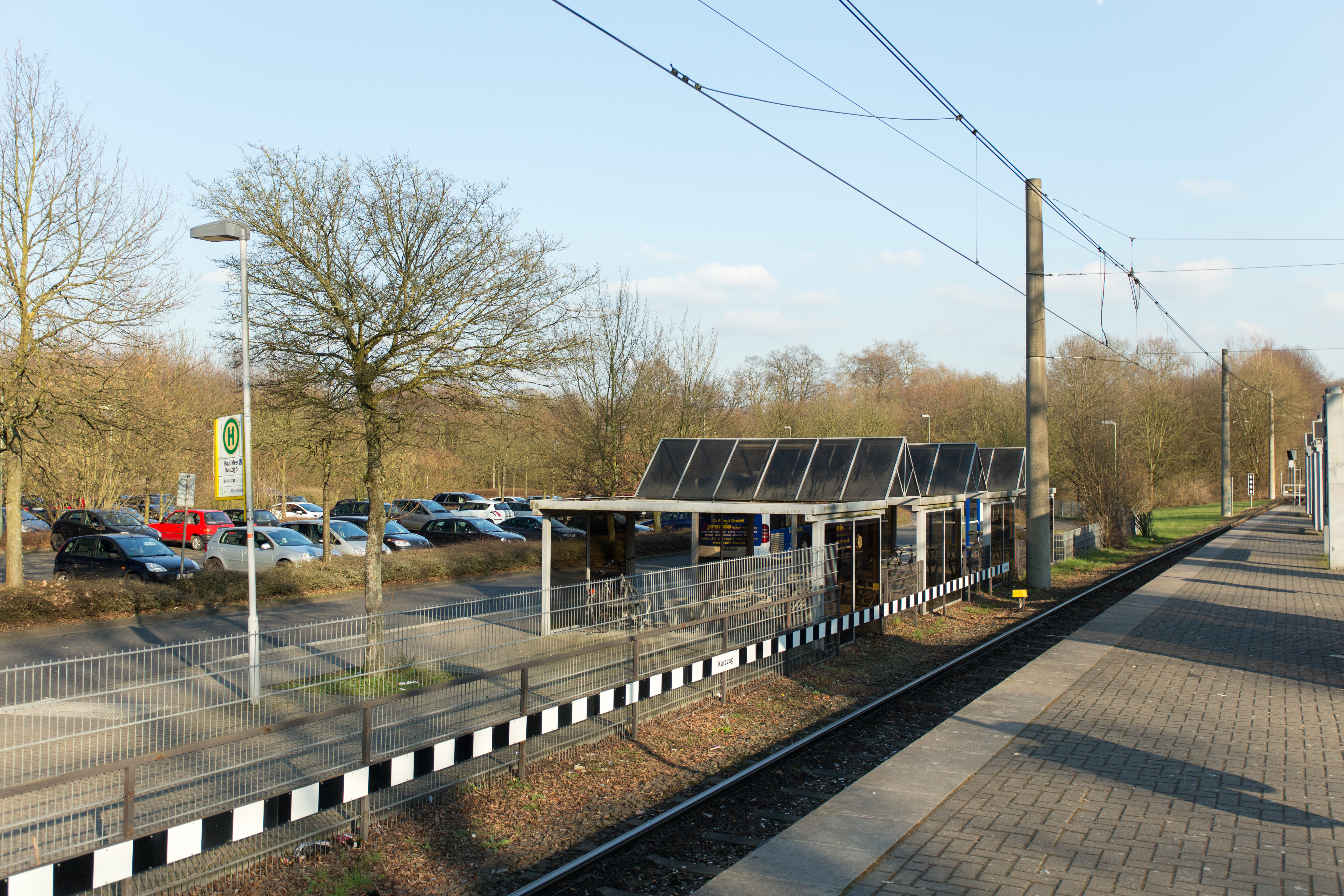
Haltestelle Haus Meer, Blickrichtung Düsseldorf, Bushaltestelle und P+R-Platz

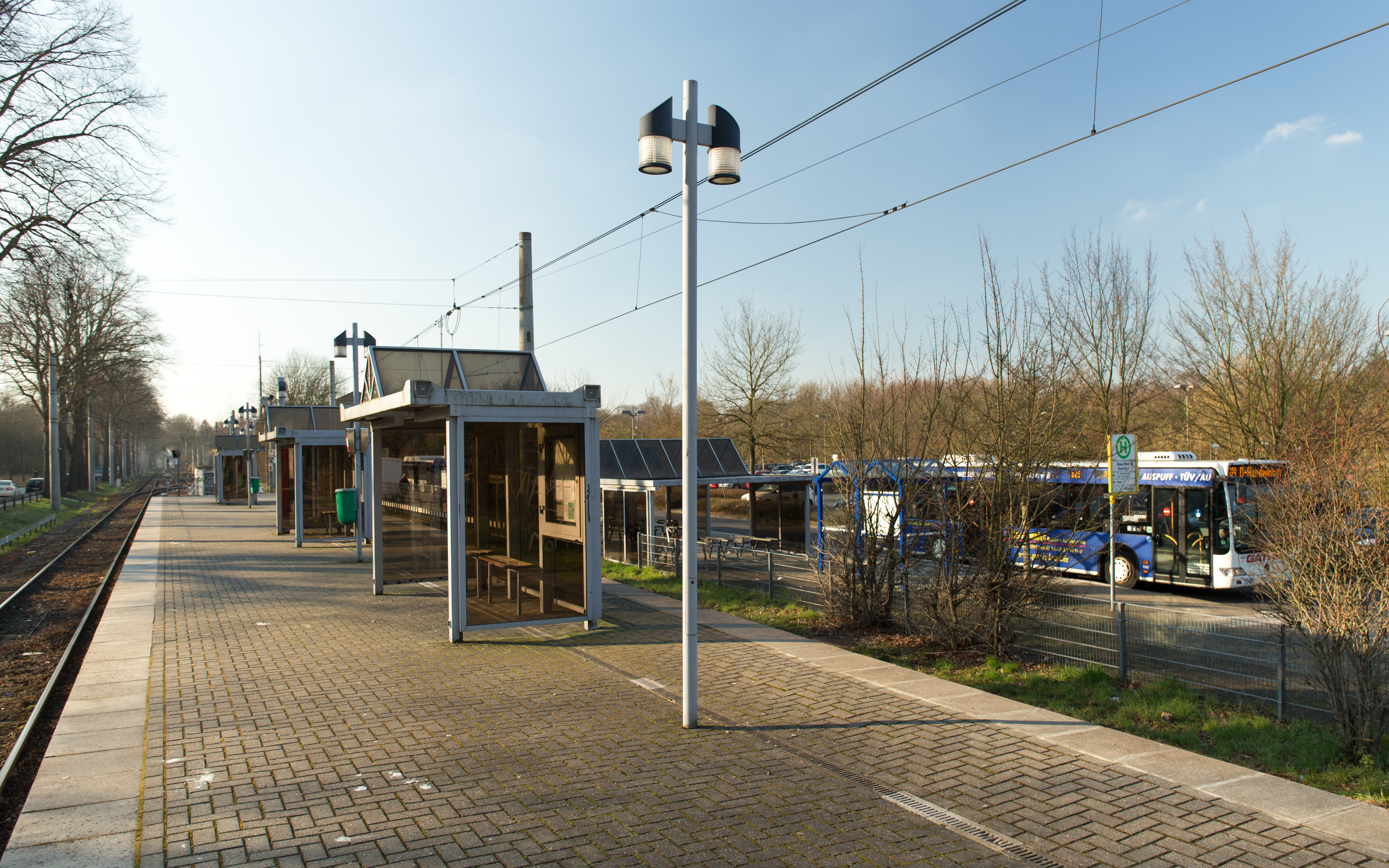
Haltestelle Haus Meer, Blickrichtung Bushaltestelle und P+R-Platz

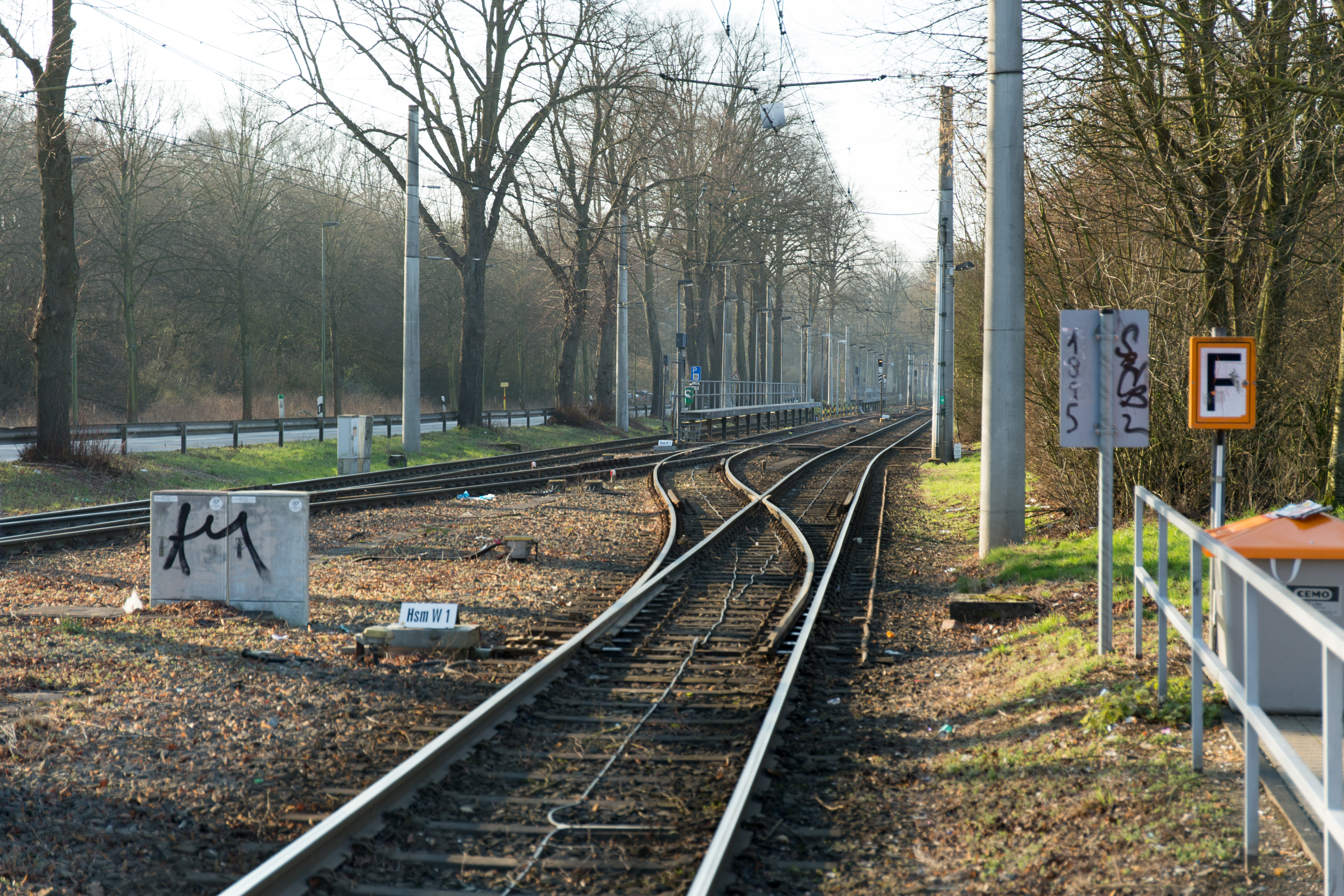
Blickrichtung Krefeld, Kehranlage

Die Stadtbahnhaltestelle Haus Meer ist eine Haltestelle der Stadtbahn Düsseldorf in Meerbusch im Stadtteil Büderich an dessen nördlichem Ende der Bebauung. Namensgeber ist das gleichnamige Herrenhaus. Sie befindet sich an der K-Bahn, einer Überlandstraßenbahn von Düsseldorf nach Krefeld. Die Station stellt in Meerbusch den wichtigsten Verknüpfungspunkt zwischen der Stadtbahn und den Buslinien dar. Die Stadtbahn verbindet Haus Meer sowohl mit dem Krefelder Zentrum (Hauptbahnhof) als auch mit dem Düsseldorfer Zentrum und dessen Hauptbahnhof. Die Omnibusse dienen als Zubringer zur Stadtbahn und verkehren von der Station Haus Meer radial in alle Stadtteile Meerbuschs sowie in die Nachbarstädte Krefeld, Neuss und Willich und darüber hinaus weiter bis Viersen.

## Geschichte
Die an der am 15. Dezember 1898 in Betrieb genommenen Strecke Düsseldorf–Krefeld liegende Station wurde am 27. September 1990 als Verknüpfungspunkt zwischen der Stadtbahn, den Buslinien und dem Park-and-Ride-Parkplatz eröffnet.
Der seit Streckeneröffnung der K-Bahn vorhandene Bahnhof Haus Meer, an dem bis zum 20. Oktober 1958 die Strecke der Linie M nach Moers abzweigte, erhielt zu diesem Zeitpunkt den neuen Namen Forsthaus.

## Lage und Aufbau
Die Stadtbahnhaltestelle befindet sich im Norden von Meerbusch-Büderich nahe dem namensgebenden Haus Meer. Die Station liegt an der Oberfläche und besitzt einen Mittelbahnsteig und Kehrgleise, da er außerhalb der Hauptverkehrszeit Endpunkt einiger Fahrten ist. Die Bushaltestellen und ein groß angelegter P+R-Parkplatz befinden sich nördlich des Bahnhofs.

## Bedienung
Die Haltestelle wird durch zwei Linien der Stadtbahn Düsseldorf bedient. Die Stadtbahnlinien U70 und U76 verbinden die Stadtbahnstation in 17 (U70: 16) Minuten mit Krefeld Hbf und in 23 (U70: 21) Minuten mit Düsseldorf Hbf.
| Linie | Verlauf | Takt (Mo–Fr)              |
| ----- | --- | ------------------------- |
|       | Krefeld, Rheinstraße – Krefeld Hbf – Dießem – Königshof – KR-Fischeln, Grundend – Meerb.-Osterath, Hoterheide – Bovert – Haus Meer – Büderich, Landsknecht – D-Lörick – Prinzenallee – Belsenplatz – Tonhalle/Ehrenhof – U Heinrich-Heine-Allee – U Steinstraße/Königsallee – U Oststraße – U Düsseldorf Hbf ← U D-Handelszentrum/Moskauer Straße Hochflurbetrieb der Rheinbahn; ehemalige K-Bahn; ergänzender Schnellverkehr zur Linie U 76 während der HVZ; es werden nicht alle Haltestellen der Linie U 76 bedient. | 20 min                    |
|       | Krefeld, Rheinstraße1 – Krefeld Hbf – Dießem – Königshof – Fischeln – KR-Fischeln, Grundend – Osterath, Görgesheide2 – Hoterheide – Kamperweg – Bovert – Haus Meer – Forsthaus – Büderich, Landsknecht – Düsseldorf-Lörick3 – Löricker Straße – Lohweg – Prinzenallee – Heerdter Sandberg – Comenius-Gymnasium – Belsenplatz – Barbarossaplatz – Luegplatz – Tonhalle/Ehrenhof – U Heinrich-Heine-Allee – U Steinstraße/Königsallee – U Oststraße – U Düsseldorf Hbf – U Oberbilker Markt/Warschauer Straße – U Ellerstraße – U D-Oberbilk – Kaiserslautener Straße – Provinzialplatz – Werstener Dorfstraße – Opladener Straße – Ickerswarder Straße – Elbruchstraße – D-Holthausen4 Hochflurbetrieb der Rheinbahn; ehemalige K-Bahn; Abschnitt 3–4 dieser Linie gehört zum Düsseldorfer Nachtnetz; in den Schulferien gilt ein besonderer Fahrplan. Abweichender Takt: Abschnitt 3–4: Mo–Sa 21–0 Uhr und So alle 15 Minuten; Abschnitt 1–3: Mo–Sa 21–0 Uhr und So alle 30 Minuten | 20 min (1-3) 10 min (3-4) |

Zu folgenden Buslinien kann umgestiegen werden (alle innerhalb des VRR):
| Linie | Linienweg |
| ----- | --- |
| SB82  | Meerbusch Haus Meer – Meerbusch-Osterath Bf/Bahnhofsweg – Willich – Anrath Tönisvorst-Vorst |
| 071   | Meerbusch Haus Meer – Meerbusch-Osterath Bf/Bahnhofsweg – Willich – Anrath – Viersen Busbahnhof |
| 829   | Meerbusch, Haus Meer – Forsthaus – Büderich, Kanzlei – Büderich, Friedhof – Brühler Weg – Poststraße – Lorzingstraße – Christuskirche – Johann-Wienands-Platz – Büderich Süd, Am Wildpfad – Heerdt, Handweiser – Neuss Am Kaiser Mo–Fr 6–9 und 13–17 Uhr alle 20 min; weitere Haltestellen auf der gesamten Strecke |
| 830   | Meerbusch-Lank, Kirche – Lank, Hauptstraße – Auf der Gath – Meerbusch Haus Meer – Meerbusch-Büderich – Düsseldorf-Heerdt – Neuss Am Kaiser – Neuss Hbf – Neuss, Stadthalle |
| 831   | HPZ Uerdingen – Uerdingen Bf – Krefeld Rheinhafen – Krefeld-Gellep-Stratum – Meerbusch-Lank, Hauptstraße – Auf der Gath – Meerbusch Haus Meer |
| 839   | Meerbusch, Haus Meer – Strümp – Bösinghoven – Lank-Latum – Langst-Kierst – Haus Meer |